# Mateus Uribe
Andrés Mateus Uribe Villa (sinh ngày 21 tháng 3 năm 1991) là cầu thủ bóng đá người Colombia thi đấu ở vị trí tiền vệ cho câu lạc bộ Al Sadd tại Qatar Stars League và đội tuyển bóng đá quốc gia Colombia.

## Sự nghiệp câu lạc bộ

### Club América
Vào ngày 1 tháng 8, 2017, Uribe đến thi đấu cho Club América của giải Mexico Liga MX.

## Sự nghiệp quốc tế
Uribe có trận đấu ra mắt đội tuyển quốc gia Colombia trong trận đấu giao hữu đối đầu Brasil vào ngày 26 tháng 1 năm 2017 trên sân Olympic Nilton Santos tại Rio de Janeiro. Anh đã chơi đầy đủ 90 phút và trận đấu khép lại với tỷ số 1-0 cho Brasil.
Vào ngày 4 tháng 6 năm 2018, anh có tên trong đội hình 23 cầu thủ của Colombia tham dự Giải bóng đá vô địch thế giới 2018 ở Nga., giải đấu mà anh đã góp mặt ở cả 4 trận đấu chính thức của giải.
Uribe ghi bàn thắng đầu tiên cho tuyển quốc gia vào ngày 9 tháng 6 năm 2019, cú đúp trong trận thắng 3–0 trước Peru trước thềm Copa América 2019.

## Thống kê sự nghiệp

### Câu lạc bộ
Tính đến ngày 24 tháng 5 năm 2024
| Câu lạc bộ          | Mùa giải            | Giải đấu                | Giải đấu | Giải đấu | Cúp quốc gia | Cúp quốc gia | Cúp liên đoàn | Cúp liên đoàn | Châu lục | Châu lục | Khác | Khác | Tổng cộng | Tổng cộng |
| Câu lạc bộ          | Mùa giải            | Hạng                    | Trận     | Bàn      | Trận         | Bàn          | Trận          | Bàn           | Trận     | Bàn      | Trận | Bàn  | Trận      | Bàn       |
| ------------------- | ------------------- | ----------------------- | -------- | -------- | ------------ | ------------ | ------------- | ------------- | -------- | -------- | ---- | ---- | --------- | --------- |
| Deportivo Español   | 2010–11             | Primera B Metropolitana | 4        | 2        | —            | —            | —             | —             | —        | —        | —    | —    | 4         | 2         |
| Envigado            | 2012                | Categoría Primera A     | 30       | 1        | 5            | 2            | —             | —             | 4        | 0        | —    | —    | 39        | 3         |
| Envigado            | 2013                | Categoría Primera A     | 28       | 3        | 4            | 1            | —             | —             | —        | —        | —    | —    | 32        | 4         |
| Envigado            | 2014                | Categoría Primera A     | 29       | 3        | 2            | 0            | —             | —             | —        | —        | —    | —    | 31        | 3         |
| Envigado            | Tổng cộng           | Tổng cộng               | 87       | 7        | 11           | 3            | —             | —             | 4        | 0        | —    | —    | 102       | 10        |
| Deportes Tolima     | 2015                | Categoría Primera A     | 33       | 2        | 7            | 1            | —             | —             | 3        | 0        | —    | —    | 43        | 3         |
| Deportes Tolima     | 2016                | Categoría Primera A     | 16       | 7        | 5            | 3            | —             | —             | —        | —        | —    | —    | 21        | 10        |
| Deportes Tolima     | Tổng cộng           | Tổng cộng               | 49       | 9        | 12           | 4            | —             | —             | 3        | 0        | —    | —    | 64        | 13        |
| Atlético Nacional   | 2016                | Categoría Primera A     | 11       | 1        | 8            | 0            | —             | —             | 7        | 1        | 2    | 0    | 28        | 2         |
| Atlético Nacional   | 2017                | Categoría Primera A     | 17       | 5        | 0            | 0            | —             | —             | 2        | 1        | —    | —    | 19        | 6         |
| Atlético Nacional   | Tổng cộng           | Tổng cộng               | 28       | 6        | 8            | 0            | —             | —             | 9        | 2        | 2    | 0    | 47        | 8         |
| América             | 2017–18             | Liga MX                 | 30       | 11       | 3            | 0            | —             | —             | 5        | 3        | —    | —    | 38        | 14        |
| América             | 2018–19             | Liga MX                 | 33       | 3        | 5            | 0            | —             | —             | —        | —        | —    | —    | 38        | 3         |
| América             | 2019–20             | Liga MX                 | 2        | 1        | 0            | 0            | —             | —             | 0        | 0        | 2    | 0    | 4         | 1         |
| América             | Tổng cộng           | Tổng cộng               | 65       | 15       | 8            | 0            | —             | —             | 5        | 3        | 2    | 0    | 80        | 18        |
| Porto               | 2019–20             | Primeira Liga           | 26       | 1        | 4            | 0            | 3             | 0             | 8        | 0        | —    | —    | 41        | 1         |
| Porto               | 2020–21             | Primeira Liga           | 31       | 4        | 3            | 0            | 2             | 0             | 9        | 1        | 1    | 0    | 46        | 5         |
| Porto               | 2021–22             | Primeira Liga           | 25       | 1        | 5            | 2            | 0             | 0             | 8        | 1        | —    | —    | 38        | 4         |
| Porto               | 2022–23             | Primeira Liga           | 31       | 4        | 6            | 0            | 6             | 0             | 7        | 1        | 1    | 0    | 51        | 5         |
| Porto               | Tổng cộng           | Tổng cộng               | 113      | 10       | 18           | 2            | 11            | 0             | 32       | 3        | 2    | 0    | 176       | 15        |
| Al Sadd             | 2023–24             | Qatar Stars League      | 9        | 0        | 4            | 1            | —             | —             | 5        | 1        | 4    | 0    | 22        | 2         |
| Tổng cộng sự nghiệp | Tổng cộng sự nghiệp | Tổng cộng sự nghiệp     | 355      | 49       | 61           | 10           | 11            | 0             | 58       | 9        | 10   | 0    | 495       | 68        |

### Quốc tế
Tính đến 14 tháng 7 năm 2024
| Colombia  | Colombia | Colombia |
| Năm       | Trận     | Bàn      |
| --------- | -------- | -------- |
| 2017      | 5        | 0        |
| 2018      | 11       | 0        |
| 2019      | 10       | 3        |
| 2020      | 2        | 0        |
| 2021      | 11       | 1        |
| 2022      | 4        | 1        |
| 2023      | 10       | 1        |
| 2024      | 7        | 0        |
| Tổng cộng | 60       | 6        |

### Bàn thắng quốc tế
| #  | Ngày                 | Địa điểm                                                     | Đối thủ | Bàn thắng | Kết quả | Giải đấu                      |
| -- | -------------------- | ------------------------------------------------------------ | ------- | --------- | ------- | ----------------------------- |
| 1. | 9 tháng 6 năm 2019   | Sân vận động Monumental, Lima, Peru                          | Perú    | 1–0       | 3–0     | Giao hữu                      |
| 2. | 9 tháng 6 năm 2019   | Sân vận động Monumental, Lima, Peru                          | Perú    | 2–0       | 3–0     | Giao hữu                      |
| 3. | 19 tháng 11 năm 2019 | Red Bull Arena, Harrison, Hoa Kỳ                             | Ecuador | 1–0       | 1–0     | Giao hữu                      |
| 4. | 3 tháng 6 năm 2021   | Sân vận động Quốc gia, Lima, Peru                            | Perú    | 2–0       | 3–0     | Vòng loại FIFA World Cup 2022 |
| 5. | 24 tháng 3 năm 2022  | Sân vận động đô thị Roberto Meléndez, Barranquilla, Colombia | Bolivia | 3–0       | 3–0     | Vòng loại FIFA World Cup 2022 |
| 6. | 17 tháng 10 năm 2023 | Sân vận động đô thị Roberto Meléndez, Barranquilla, Colombia | Uruguay | 2–1       | 2–1     | Vòng loại FIFA World Cup 2026 |

## Danh hiệu
Atlético Nacional
- Categoría Primera A: Torneo Apertura 2017
- Copa Colombia: 2016
- Copa Libertadores: 2016
- Recopa Sudamericana: 2017

América
- Liga MX: Apertura 2018
- Copa MX: Clausura 2019
- Campeón de Campeones: 2019

Porto
- Primeira Liga: 2019–20,[8] 2021–22
- Taça de Portugal: 2019–20, 2021–22, 2022–23
- Taça da Liga: 2022–23
- Supertaça Cândido de Oliveira: 2020, 2022

Al Sadd
- Amir Cup: 2024

Cá nhân
- Đội hình tiêu biểu CONCACAF Champions League: 2018[9]
- Đội hình tiêu biểu Liga MX: 2018 Clausura